# Slavětice
Obec Slavětice (dříve též Slavice, německy Slawietitz) jsou obec v okrese Třebíč v Kraji Vysočina. Leží asi 10 km jižně od Náměště nad Oslavou. Žije zde 220 obyvatel. Obcí prochází silnice druhé třídy II/152 a protéká jí potok Olešná, na západní straně vesnice se nachází rybník Skalník. Součástí obce byl Slavětický mlýn, na území obce se nachází transformační stanice Jaderné elektrárny Dukovany, přečerpavací vodní elektrárna Dalešice, hráz vodní nádrže Dalešice a část vodních nádrží Mohelno a Dalešice.
Sousedními obcemi sídla jsou Dukovany, Hrotovice, Mohelno, Rouchovany, Dalešice a Kramolín.

## Geografie
Ze západu na východ přes území obce prochází silnice II/152 z Hrotovic do Dukovan, podél západní hranice ze severu na jih prochází a silnici II/152 křižuje silnice II/399 z Třebíče do Rouchovan. Severně ze zastavěného území obce vychází silnice do Dalešic a do Kramolína. Jižně pak silnice k silnici II/399. Přes území obce prochází cyklostezky 5107, 5175, Pivovarská a Energetická. Přes území obce prochází červená a zelená turistická trasa.
Velká část území je využívána zemědělsky, primárně jižní, východní a západní část území, na jihozápadním okraji je však část území zalesněna. Severní část území je zalesněna a tvoří břeh vodní nádrže Dalešice, břeh vodní nádrže Mohelno a hráz přehrady Dalešice s přečerpávací vodní elektrárnou. Východně od zastavěného území obce se nachází velká rozvodna Slavětice, která je přímo propojena s jadernou elektrárnou Dukovany. Na západním okraji zastavěného území obce se nachází areál JZD.
Asi 10 km západně od území obce pramení potok Olešná, ten pak protéká přes území obce, u zastavěného území obce protéká přes rybníky Skalník a Pila, pak tvoří část jižní hranice území obce a pak asi po 10 km ústí u Tulešic do Rokytné. Severní část hranic území obce je tvořena řekou Jihlavou, resp. prochází přibližně uprostřed vodních nádrží Dalešice a Mohelno.
Většina území obce se nachází na plošině nad hlubokým údolím řeky Jihlavy v přibližné nadmořské výšce 400–410 metrů nad mořem. Nejvyšším bodem je kopec Zabitý severovýchodně od zastavěného území obce. Severní okraj území obce je tvořený hlubokým údolím řeky Jihlavy, východní část je tvořena horní nádrží Dalešice, následuje sypaná přehradní hráz a následuje hluboké údolí a mohelenská nádrž, která dosahuje nadmořské výšky 300 metrů nad mořem. 
Zastavěné území obce se nachází téměř uprostřed území obce, východně od zastavěného území obce se nachází samota Bažantnice a dále také velká rozvodna Slavětice.

## Historie
První písemná zmínka o obci pochází z roku 1353. Slavětice byly od svých počátků majetkově rozděleny. Menší díl náležel mezi původní statky třebíčského benediktinského kláštera, větší patřil světských majitelům, některé desátky patřily klášteru dalešickému. Roku 1375 držel část slavětického zboží Jan z Holoubka, posléze pak byl majitelem hradu Holoubek a části Slavětic Martin z Jemnice a další díl patřil Milotovi z Křižanova, po něm pak majetky zdědila Helena z Lípy, ta se spolčila s manželem Jindřichem z Vartenberka, s tím spoluvlastnila Slavětice a Vícenice. Roku 1447 se již Holoubek uvádí jako pobořený a jeho majitelem byl Jindřich z Říčan, ten prodal Slavětice i s hradem Janovi z Arklebic a Myslibořic, Jan z Arklebic získal téhož roku část majetku ve Slavěticích od Smila z Doubravice a Osového.

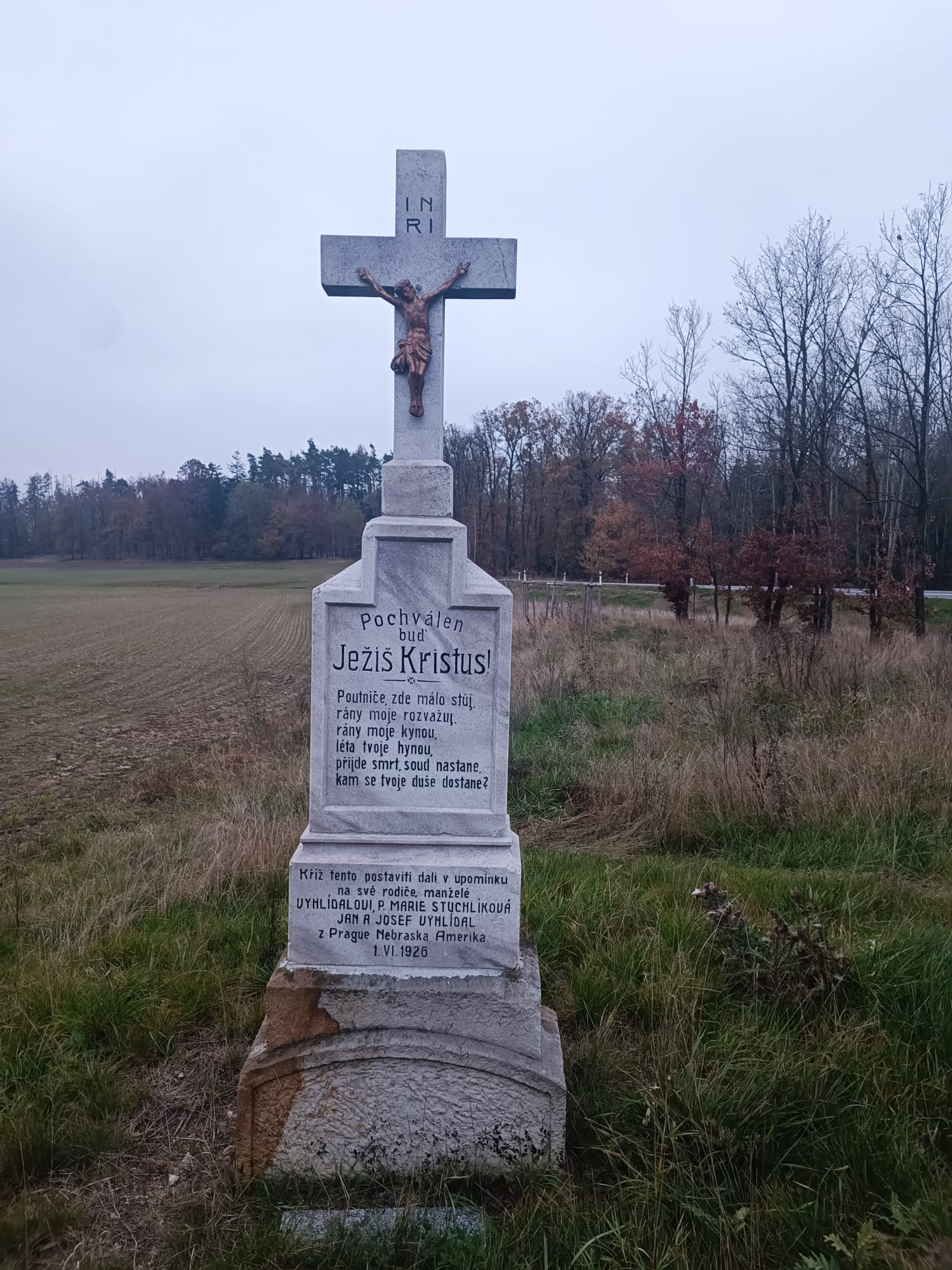
Kříž u Slavětic nechali postavit Jan a Josef Vyhlídal z Prague Nebraska, Amerika

K majetkovému scelení osady došlo až v roku 1454, kdy ji celou držel Lizna z Arklebic, ten získal poslední díl vesnice od majitelů třebíčského kláštera, roku 1480 zdědil vesnici Ctibor z Arklebic, po něm pak dědili Jan a Zikmund z Arklebic, kteří v roce 1503 prodali pusté Lipňany a Slavětice Jindřichovi z Vlašimi. Pravděpodobně za vlády Arklebických byla ve vsi vybudována tvrz, poprvé však byla zmíněna až roku 1613. Po Jindřichovi z Vlašimi pak majetek zdědili jeho synové, kdy ve Slavěticích roku 1522 vládl Hynek z Vlašimi, po něm pak Slavětice od roku 1534 patřily Mikulášovi Jankovskému, roku 1545 Jindřich z Vlašimi, roku 1555 bratři Jindřich a Oldřich Jankovští na Slavěticích. V roce 1568 pak byl majitelem Jiří Jan z Vlašimi, ten roku 1573 přikoupil pustou vesnici Mstěnice, po něm pak se majitelem stal Vilém Jankovský z Vlašimi, zemřel mladý a jeho nedospělí synové byli zastupováni Frydrychem z Náchoda, který Slavětice prodal poručníkovi nedospělých dětí Jindřicha Kralického z Kralic.
Po smrti Frydrycha z Kralic pak zdědili Slavětice Albrecht a Frydrych Sedlničtí z Choltic, posléze majetky získal Bedřich Sedlnický a později pak majetky zdědil Karel Gryn ze Štyrcenberka, který však v roce 1621 přišel pro účast na povstání stavů majetky ve Slavěticích a Lukách a Slavětice pak od Ferdinanda II. získal Jindřich z Thurnu-Valssasiny, v roce 1630 pak již byl majitelem Slavětic a Lipňan Jiří z Náchoda. Proti tomu se Jindřich z Thurnu vymezil, ale Slavětice zůstaly pánům z Náchoda. V roce 1649 prodal Ferdinand Leopold z Náchoda Slavětice a Lipňany Jiřímu Vilémovi Dubskému z Třebomyslic, ten pak prodal vesnice v roce 1660 Janovi Müllerovi z Mühlbachu, ten prodal vesnice roku 1665 Jiřímu Matyášovskému z Matyášovic.
V roce 1690 pak získal vesnice František Karel z Lichtenštejna-Kastelkornu, ten je však hned o rok později prodal bratrovi a brněnskému proboštovi Maxovi Adamovi z Lichtenštejna-Kastelkornu, ten roku 1708 odkázal majetky synovcům. Jeho synovec Josef z Lichtenštejna-Kastelkornu prodal v roce 1736 Slavětice Jindřichovi z Daunu a staly se tak součástí dalešického panství.
Po Jindřichovi z Daunu zdědil dalešické panství se Slavěticemi v roce 1661 Maxmilián z Daunu, ale ten téhož roku prodal panství Heřmanovi Vavřincovi Kannegieserovi, ten pak roku 1666 odkázal majetek manželce Anně a dceři Kateřině. Kateřina se provdala za Jáchyma Alberta barona Hesse, který roku 1785 k panství přikoupil Valeč. V roce 1850 koupil po zemřelém Heřmanovi Albertovi Hessovi dalešické panství Jiří Sina, po něm pak panství zdědil Šimon Sina, jeho dcera si vzala Edmunda de Castriese, který byl majitelem panství dalešického i hrotovského. V roce 1882 pak zakoupil předlužené Dalešice, Hrotovice, Slavětice, Valeč, Myslibořice a Krhov Anton Dreher.
Na konci 19. století byla na návsi postavena kaplička. V roce 1876 byla ve vsi založena škola, roku 1921 byla rozšířena na dvojtřídku.
Z 18. století pochází slavětická obecní pečeť se třemi jetelovými trojlístky na dlouhém stonku s listy v pečetním poli, opis majuskulou SLAWITTICE. Tvůrce návrhů znaku a praporu upravil toto pečetní znamení do heraldické podoby, doplnil symbolem tvrze, připomínkou rodu z Arklebic (modrá a stříbrná) a hrabat z Daunu (červená a zlatá spolu s korunou z jejich rozšířeného erbu). Z předkládaných návrhů znaku vychází i upravené návrhy praporu obce, vytvořené v souladu se zásadami a zvyklostmi současné české vexilologické tvorby.
Do roku 2014 zastával funkci starosty Jan Drexler, v letech 2014-2018 René Moravec, od roku 2018 vykonává funkci starosty Antonín Kovář.
Do roku 1849 patřily Slavětice do hrotovického panství, od roku 1850 patřily do okresu Moravský Krumlov, mezi lety 1942 a 1945 do okresu Moravské Budějovice, pak opět do okresu Moravský Krumlov a od roku 1960 do okresu Třebíč. Mezi lety 1976 a 1980 patřily Slavětice pod Hrotovice, následně se obec osamostatnila.

## Emigrace do USA
Podobně jako z okolních obcí, i ze Slavětic emigrovali lidé v letech 1870–1905 do USA, nejčastěji do státu Nebraska, okres Butler, osady Bruno, Prague (Brno, Praha). Např. Mazanec, Vala, Trávníček, Brůna, Koza, Chmelka, Otoupal, Vyhlídal, Kovář.

## Obyvatelstvo
| Rok            | 1869 | 1880 | 1890 | 1900 | 1910 | 1921 | 1930 | 1950 | 1961 | 1970 | 1980 | 1991 | 2001 | 2011 | 2021 |
| -------------- | ---- | ---- | ---- | ---- | ---- | ---- | ---- | ---- | ---- | ---- | ---- | ---- | ---- | ---- | ---- |
| Počet obyvatel | 384  | 356  | 387  | 402  | 398  | 460  | 417  | 386  | 396  | 347  | 332  | 255  | 238  | 242  | 217  |
| Počet domů     | 61   | 67   | 68   | 70   | 75   | 77   | 81   | 86   | 86   | 92   | 90   | 92   | 93   | 95   | 93   |

## Obecní správa

### Obecní symboly
Znak a vlajka byly obci uděleny rozhodnutím předsedy Poslanecké sněmovny Parlamentu České republiky dne 10. září 2021.

## Politika

### Volby do Poslanecké sněmovny
|       | 2006                | 2010                | 2013                | 2017                | 2021                |
| ----- | ------------------- | ------------------- | ------------------- | ------------------- | ------------------- |
| 1.    | KDU-ČSL (33,07 %)   | ČSSD (28,12 %)      | KSČM (27,04 %)      | ANO (21,8 %)        | ANO (31,42 %)       |
| 2.    | KSČM (30,7 %)       | KSČM (22,65 %)      | ČSSD (19,67 %)      | KSČM (19,54 %)      | SPOLU (25,71 %)     |
| 3.    | ČSSD (18,89 %)      | ODS (12,5 %)        | KDU-ČSL (18,85 %)   | KDU-ČSL (19,54 %)   | SPD (14,28 %)       |
| účast | 66,84 % (129 z 193) | 67,19 % (128 z 192) | 64,89 % (122 z 188) | 67,17 % (133 z 198) | 72,31 % (141 z 195) |

### Volby do krajského zastupitelstva
|      | 1.                 | 2.                | 3.                       | účast               |
| ---- | ------------------ | ----------------- | ------------------------ | ------------------- |
| 2000 | 4KOALICE (35,13 %) | KSČM (27,02 %)    | SNK (13,51 %)            | 39,79 % (78 z 196)  |
| 2004 | KDU-ČSL (43,75 %)  | KSČM (28,12 %)    | ODS (15,62 %)            | 32,99 % (65 z 197)  |
| 2008 | ČSSD (44 %)        | KDU-ČSL (22 %)    | KSČM (18 %)              | 52,33 % (101 z 193) |
| 2012 | KSČM (37,36 %)     | ČSSD (18,68 %)    | KDU-ČSL (18,68 %)        | 48,21 % (94 z 195)  |
| 2016 | KSČM (27,84 %)     | SPD+SPO (16,45 %) | KDU-ČSL (15,18 %)        | 39,9 % (79 z 198)   |
| 2020 | KDU-ČSL (34,42 %)  | ANO (27,86 %)     | ODS+STO (9,83 %)         | 32,31 % (63 z 195)  |
| 2024 | ANO (33,33 %)      | KDU-ČSL (25,39 %) | ODS+TOP 09+STO (12,69 %) | 36,26 % (66 z 182)  |

### Prezidentské volby
V prvním kole prezidentských voleb v roce 2013 první místo obsadil Miloš Zeman (56 hlasů), druhé místo obsadil Jiří Dienstbier (22 hlasů) a třetí místo obsadil Jan Fischer (16 hlasů). Volební účast byla 64,06 %, tj. 123 ze 192 oprávněných voličů. V druhém kole prezidentských voleb v roce 2013 první místo obsadil Miloš Zeman (106 hlasů) a druhé místo obsadil Karel Schwarzenberg (33 hlasů). Volební účast byla 74,35 %, tj. 142 ze 191 oprávněných voličů.
V prvním kole prezidentských voleb v roce 2018 první místo obsadil Miloš Zeman (94 hlasů), druhé místo obsadil Pavel Fischer (17 hlasů) a třetí místo obsadil Marek Hilšer (14 hlasů). Volební účast byla 72,68 %, tj. 141 ze 194 oprávněných voličů. V druhém kole prezidentských voleb v roce 2018 první místo obsadil Miloš Zeman (119 hlasů) a druhé místo obsadil Jiří Drahoš (33 hlasů). Volební účast byla 78,35 %, tj. 152 ze 194 oprávněných voličů.
V prvním kole prezidentských voleb v roce 2023 první místo obsadil Andrej Babiš (68 hlasů), druhé místo obsadila Danuše Nerudová (25 hlasů) a třetí místo obsadil Pavel Fischer (20 hlasů). Volební účast byla 77,96 %, tj. 145 ze 186 oprávněných voličů. V druhém kole prezidentských voleb v roce 2023 první místo obsadil Andrej Babiš (82 hlasů) a druhé místo obsadil Petr Pavel (53 hlasů). Volební účast byla 74,46 %, tj. 137 ze 184 oprávněných voličů.

## Pamětihodnosti
- Kaplička z konce 19. století

## Významné místní osobnosti
- Antonín Zdeněk Kovář (1926–2000), rodák, člen kapucínského řádu, dlouholetý farář jejkovské farnosti
- Bohumil Kovář (1921–1979), kněz, jezuita
- Jan Kovář (* 1956), kněz, farář v Jaroměřicích nad Rokytnou a Hrotovicích